# Liste der Monuments historiques in Soppe-le-Bas
Die Liste der Monuments historiques in Soppe-le-Bas führt die Monuments historiques in der französischen Gemeinde Soppe-le-Bas auf.

## Liste der Objekte
| Bezeichnung                | Beschreibung                         | Standort                        | Kennzeichnung | Schutzstatus | Datum | Bild |
| -------------------------- | ------------------------------------ | ------------------------------- | ------------- | ------------ | ----- | ---- |
| Orgel                      | Haupteintrag für PM68000565          | in der Kirche St-Vincent (Lage) | PM68000942    | Classé       | 1980  |      |
| Instrumentalteil der Orgel | 1842 von Valentin Rinckenbach gebaut | in der Kirche St-Vincent (Lage) | PM68000565    | Classé       | 1980  |      |